# Temporada 1972-73 de l'NBA
La temporada 1972-73 de l'NBA fou la 27a en la història de l'NBA. New York Knicks fou el campió després de guanyar a Los Angeles Lakers per 4-1.

## Classificacions

### Conferència Est
| Equip              | V  | D  | %V   | P  |
| ------------------ | -- | -- | ---- | -- |
| Boston Celtics     | 68 | 14 | ,829 | -  |
| New York Knicks C  | 57 | 25 | ,695 | 11 |
| Buffalo Braves     | 21 | 61 | ,256 | 47 |
| Philadelphia 76ers | 9  | 73 | ,110 | 59 |

| Equip               | V  | D  | %V   | P  |
| ------------------- | -- | -- | ---- | -- |
| Baltimore Bullets   | 52 | 30 | ,634 | -  |
| Atlanta Hawks       | 46 | 36 | ,561 | 6  |
| Houston Rockets     | 33 | 49 | ,402 | 19 |
| Cleveland Cavaliers | 32 | 50 | ,390 | 20 |

### Conferència Oest
| Equip                   | V  | D  | %V   | P  |
| ----------------------- | -- | -- | ---- | -- |
| Milwaukee Bucks         | 60 | 22 | ,732 | -  |
| Chicago Bulls           | 51 | 31 | ,622 | 9  |
| Detroit Pistons         | 40 | 42 | ,488 | 20 |
| Kansas City-Omaha Kings | 36 | 46 | ,439 | 24 |

| Equip                  | V  | D  | %V   | P  |
| ---------------------- | -- | -- | ---- | -- |
| Los Angeles Lakers     | 60 | 22 | ,732 | -  |
| Golden State Warriors  | 47 | 35 | ,573 | 13 |
| Phoenix Suns           | 38 | 44 | ,463 | 22 |
| Seattle SuperSonics    | 26 | 56 | ,317 | 34 |
| Portland Trail Blazers | 21 | 61 | ,256 | 39 |

* V: Victòries
* D: Derrotes
* %V: Percentatge de victòries
* P: Diferència de partits respecte al primer lloc
* C: Campió

## Estadístiques
| Categoria                   | Jugador          | Equip                   | Mitjana/% |
| --------------------------- | ---------------- | ----------------------- | --------- |
| Punts per partit            | Nate Archibald   | Kansas City-Omaha Kings | 34,0      |
| Rebots per partit           | Wilt Chamberlain | Los Angeles Lakers      | 18,6      |
| Assistències per partit     | Nate Archibald   | Kansas City-Omaha Kings | 11,4      |
| Percentatge de tirs de camp | Wilt Chamberlain | Los Angeles Lakers      | 72,7      |
| Percentatge de tirs lliures | Rick Barry       | Golden State Warriors   | 90,2      |

## Premis
- MVP de la temporada
  -  Dave Cowens (Boston Celtics)

- Rookie de l'any
  -  Bob McAdoo (Buffalo Braves)

- Entrenador de l'any
  -  Tom Heinsohn (Boston Celtics)

- Primer quintet de la temporada
  - John Havlicek, Boston Celtics
  - Nate Archibald, Kansas City-Omaha Kings
  - Kareem Abdul-Jabbar, Milwaukee Bucks
  - Spencer Haywood, Seattle SuperSonics
  - Jerry West, Los Angeles Lakers

- Segon quintet de la temporada
  - Rick Barry, Golden State Warriors
  - Elvin Hayes, Baltimore Bullets
  - Dave Cowens, Boston Celtics
  - Walt Frazier, New York Knicks
  - Pete Maravich, Atlanta Hawks

- Millor quintet de rookies
  - Dwight Davis, Cleveland Cavaliers
  - Bob McAdoo, Buffalo Braves
  - Fred Boyd, Philadelphia 76ers
  - Jim Price, Los Angeles Lakers
  - Lloyd Neal, Portland Trail Blazers

- Primer quintet defensiu
  - Dave DeBusschere, New York Knicks
  - John Havlicek, Boston Celtics
  - Wilt Chamberlain, Los Angeles Lakers
  - Jerry West, Los Angeles Lakers
  - Walt Frazier, New York Knicks

- Segon quintet defensiu
  - Paul Silas, Phoenix Suns
  - Nate Thurmond, Golden State Warriors
  - Don Chaney, Boston Celtics
  - Norm Van Lier, Chicago Bulls
  - Mike Riordan, Baltimore Bullets